# ناحیه سالم (شهرستان وشتناو، میشیگان)
ناحیه سالم (به انگلیسی: Salem Township) یک منطقهٔ مسکونی در ایالات متحده آمریکا است که در شهرستان وشتناو واقع شده‌است.
 ناحیه سالم ۸۸٫۸ کیلومتر مربع مساحت و ۵٬۶۲۷ نفر جمعیت دارد و ۲۸۱ متر بالاتر از سطح دریا واقع شده‌است.